# 永和乡 (九寨沟县)
永和乡，是中华人民共和国四川省阿坝藏族羌族自治州九寨沟县下辖的一个乡镇级行政单位。

## 行政区划
永和乡下辖以下地区：
斜坡村、联合村、草坡村、桥上村、大城村、城沟村和新华村。